# Chacha Chirvachidzé
Chacha Chirvachidzé fut un prince géorgien du XIIe siècle, d'origine azérie.

## Biographie
Chacha du Chirvan naquit dans la première partie du XIIe siècle, du Chirvanchah Minoutchir III Achistan et de son épouse, la princesse géorgienne Tamar Bagration, fille du roi David IV. Il avait également plusieurs frères et sœurs dont les noms ne sont pas connus. 
En 1124, le roi David IV de Géorgie annexa le Chirvan, qui était déjà vassal de la Géorgie, à son royaume et contraignit les fils de Minoutchir III à s'exiler en Géorgie. Chacha, en tant qu'aîné de la famille, reçut la principauté de Kvabuleti, en Abkhazie. 
Ce prince, qui fut l'ancêtre de la famille princière des Chirvachidzé, n'a pas laissé d'autres traces.

## Descendance
Chacha, d'une épouse inconnue, eut un fils :
- Otago Ier Chirvachidzé, futur prince d'Abkhazie.